# Gartocharn
Gartocharn, schottisch-gälisch: Gart a’ Chàirn, ist eine Ortschaft in der schottischen Council Area West Dunbartonshire. Sie liegt rund zwölf Kilometer nördlich von Dumbarton nahe dem Südufer von Loch Lomond am Südende des Loch-Lomond-and-the-Trossachs-Nationalparks. Im Jahre 1971 verzeichnete die Ortschaft 250 Einwohner.

## Verkehr
Die A811 verläuft direkt durch Gartocharn. Sie verbindet Balloch im Westen mit Stirling und schließt die Ortschaft an das Fernstraßennetz an. Ein Anschluss an das Schienennetz besteht nicht.

## Ross Priory
Seit dem 14. Jahrhundert herrschte der Clan Buchanan über die Ländereien. Im Jahre 1695 errichtete dieser einen seiner Familiensitze am Standort des heutigen Herrenhauses Ross Priory. Dieses geht zurück auf einen Entwurf des Architekten James Gillespie Graham und wurde zwischen 1810 und 1816 erbaut. 1817 verbrachte der Schriftsteller Walter Scott einige Zeit in dem Herrenhaus, wo er auch den Großteil seines Romans Rob Roy verfasste. Seit 1971 gehört das Gebäude zur Universität von Strathclyde.